# Бульвар Мулявіна
Бульвар Мулявіна (біл. Бульвар Уладзімера Мулявіна) — бульвар в центрі Мінська (Радянський адміністративний район).

## Опис
Знаходиться між пр. Незалежності і Золотою Гіркою.
На бульварі знаходиться Білоруська державна філармонія (її адреса — пр. Незалежності, 50), де Володимир Мулявін довгий час працював.

## Історія
Колишня назва — бульвар Луначарського. У 2004 році був перейменований на честь Володимира Мулявіна, засновника ВІА «Пісняри».